# Kristi gravläggning
För andra betydelser, se Kristi gravläggning (olika betydelser).
Kristi gravläggning är en ofullbordad oljemålning som attribueras den italienske renässanskonstnären Michelangelo Buonarroti. Den målades 1500–1501 och ingår sedan 1868 i National Gallerys samlingar i London. 
Kristi gravläggning är en av endast tre kända bevarade tavlor av Michelangelo; de andra är Manchestermadonnan och Tondo Doni. Den gjordes sannolikt för ett begravningskapell i Sant'Agostino in Campo Marzio i Rom som iordningställts till Giovanni da Viterbo, den avlidne biskopen av Crotone. Michelangelo fick beställningen troligen år 1500, men avbröt arbetet när han återvände till Florens året därpå. 
Målningen visar hur den döde Kristi bärs uppför en trappa till hans grav. Sannolikt är det aposteln Johannes (rödhårig till vänster) och Maria, Kleofas hustru (till höger) som bär honom medan Josef från Arimataia eller möjligen Nikodemos lyfter kroppen bakifrån. Den knäböjande kvinnan till vänster är troligen Maria från Magdala och till höger står sannolikt Maria Salome. Den tomma utrymmet till höger skulle möjligen ha gett plats för den knäböjande Jungfru Maria.  

## Manchestermadonnan
Manchestermadonnan, eller Madonnan med barnet och aposteln Johannes och änglar, är också ofullbordad och utställd på National Gallery. Den dateras något tidigare, omkring 1494, och är gjord med temperafärg på träpannå. 

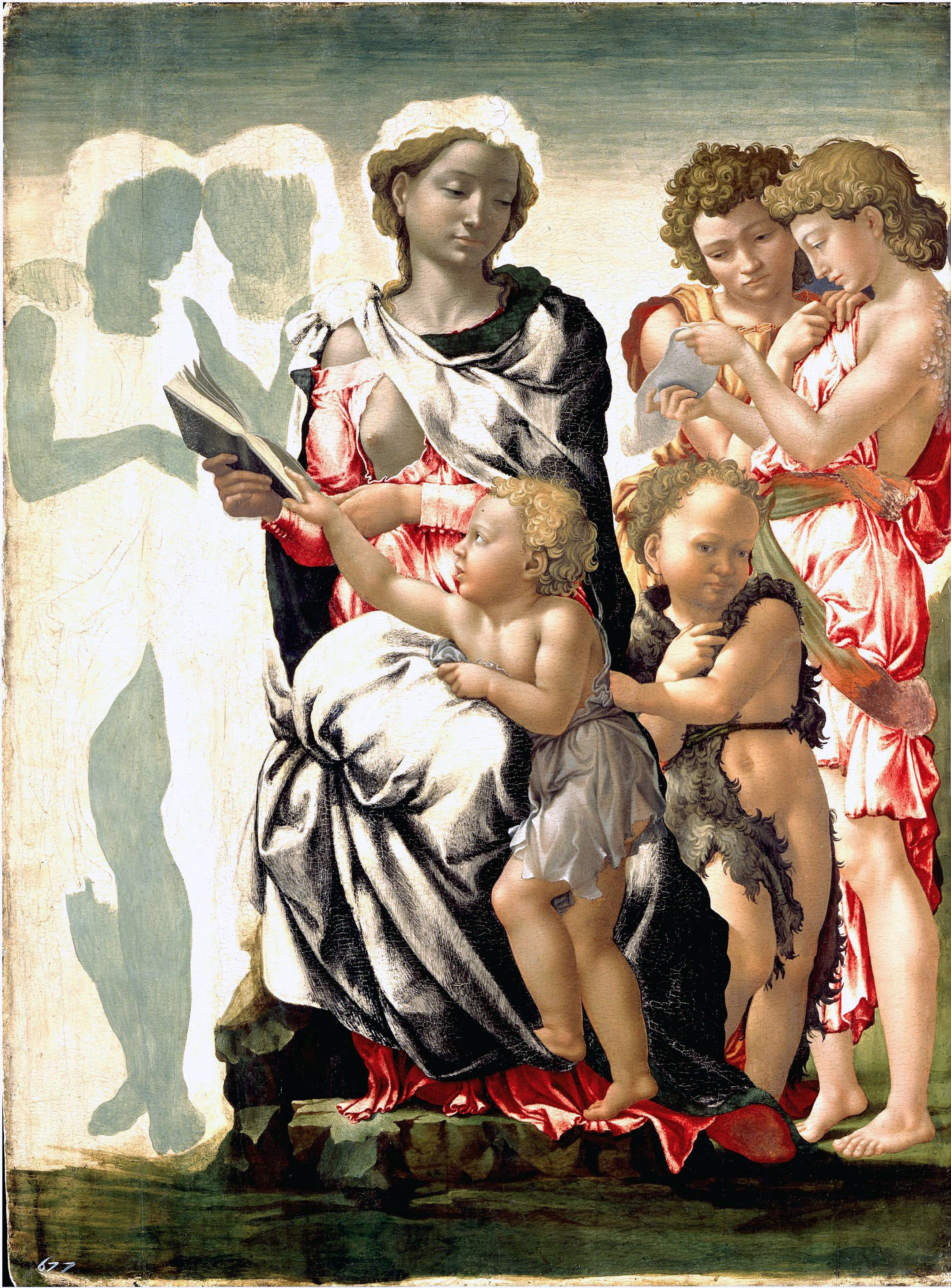
Manchestermadonnan.